# Косталупара (Савона)
Косталупара је насеље у Италији у округу Савона, региону Лигурија.
Према процени из 2011. у насељу је живело 36 становника. Насеље се налази на надморској висини од 385 м.